# اللواء السابع مشاة (اليمن)
اللواء السابع مشاة هو لواء مشاة يمني يتبع احتياط وزارة الدفاع. يتمركز في منطقة العرقوب، بمديرية خولان. جنوب العاصمة صنعاء.

## القادة
| م | القائد                             | بداية        | نهاية | المدة |
| - | ---------------------------------- | ------------ | ----- | ----- |
| 1 |                                    |              |       |       |
| 2 | العميد الركن/ نبيل طاهر صبران قاسم | 10 أبريل2013 |       |       |